# Chancay (Huaral) (stad)
Chancay is een kleine stad op 78 km ten noorden van Lima, Peru. Er wonen 63.378 mensen. De Chancaycultuur was een precolumbiaanse archeologische cultuur, die later deel uitmaakte van het Incarijk.
De stad werd in 1562 gesticht onder de naam Villa de Arnedo. 
De belangrijkste attractie is El Castillo, een gerestaureerd kasteel dat pas in de negentiende eeuw is gebouwd. Er is een klein museum in het kasteel met aardewerk en mummies uit de Chancaycultuur. De stad is ook een toeristenoord voor het nabijgelegen Lima. 

## Haven
De Chancay Mega Port is een diepzeehaven even ten zuiden van de stad. Het project werd in 2019 opgestart, en op 14 november 2024 geopend. De opdrachtgever is de Chinese rederij COSCO SHIPPING Lines, die aandringt op de exclusieve exploitatie van de haven. Het havenproject is politiek controversieel, omdat de Verenigde Staten de aanleg, in het kader van de Nieuwe Zijderoute, beschouwen als een strategische bedreiging.